# Яо
Вижте пояснителната страница за други значения на Яо.
Яо е град в Япония, префектура Осака. Население – 266 920 жители (по приблизителна оценка от октомври 2018 г.). Площ – 41,71 km². Намира се в часова зона UTC+9. Градът разполага с летище. Основан е на 1 април 1948 г.